# Онтологічний аргумент
Онтологі́чний аргуме́нт або Онтологічний доказ буття Бога — це одна з категорій аргументів, що належать до питання існування Бога, яка виникла у християнській теології. Не існує точних критеріїв для класифікації онтологічних аргументів, але аргументи типово починаються з визначення Бога, а закінчуються підбиттям підсумків про необхідність його існування, використовуючи головним чином причини апріорі та емпіричні спостереження. Подібні аргументи часто покликаються до стану буття й існування. Більш конкретно, онтологічні аргументи зазвичай апріорно ставляться до устрою Всесвіту, що у випадку істинності судження про структуру, мають виводити необхідність існування Бога. 
Загальновизнано, що перший онтологічний аргумент був запропонований Ансельмом Кентерберійським у 1078 у його Прослогіоні. Ансельм описав Бога, як «щось, краще якого нічого не можна уявити», аргументуючи це тим, що воно існує в нашому розумі. Він припустив, що, якщо більш ідеальна істота могла б існувати в нашому розумі, то вона також повинна існувати й в реальності. Якщо вона присутня в нашому розумі, то краща істота, можливо, одна з тих, що існує у свідомості (розум) і реальності. Французький філософ XVII століття Рене Декарт висунув аналогічні аргументи. Декарт опублікував кілька варіантів своїх аргументів, кожен з яких заснований на тому, що існування Бога безпосередньо виводиться з будь-якої «ясної та виразної» ідеї про вищу досконалу істоту. На початку XVIII століття, Ґотфрід Лейбніц доповнив ідеї Декарта у спробі довести, що «вища досконала» істота становить собою певну струнку концепцію. Інші онтологічні аргументи належать Курту Геделю, який запропонував формальний аргумент на користь існування Бога. Норман Малькольм відродив онтологічний аргумент у 1960 році, знайшовши другий, сильніший, онтологічний аргумент в роботі Ансельма; Алвін Плантінга заперечив цей аргумент і запропонував альтернативний, заснований на модальній логіці. Були зроблені спроби для перевірки доказу Ансельма з використанням автоматизованого доказу теорем. Інші аргументи були класифіковані як онтологічні, у тому числі зроблені ісламським філософом Мулла Садра.
Першим критиком онтологічного аргументу був сучасник Ансельма — чернець Гаунило з Мармотир. Він використовував аналогію у вигляді ідеального острова, припускаючи, що онтологія може бути використана, щоб довести існування чого-небудь. Це була перша спроба довести, що онтологія призводить до абсурдних висновків. Пізніше Тома Аквінський відкинув аргумент, ґрунтуючись на тому, що людина не може пізнати природу Бога. Девід Юм описав емпіричний брак аргументів, критикуючи відсутність доказових міркувань, і неспроможність ідеї обов'язкового існування чого-небудь. Критика Іммануїла Канта була заснована на його думці хибності того, що первинна умова існування є предикатом. Він міркував, що якщо нічого не сказано про причину існування, то воно не є предикатом і, таким чином, «вища досконала» істота може і не існувати. Нарешті, філософи, такі як Данбар Брод, відкинули визначення абсолютно досконалої істоти, припускаючи, що деякі риси, що роблять її великою, несумісні з іншими, роблячи «абсолютно досконалу істоту» неможливою.

## Класифікація
Традиційне визначення онтологічного аргументу надав Іммануїл Кант. Він протиставив онтологічний аргумент (буквально будь-який аргумент, що "стосується буття") космологічному і фізико-теоретичній аргументації. Згідно з кантівським судженням, онтологічний аргумент - це аргумент, який засновується на апріорному міркуванні.
Грем Оппі, який у власних працях стверджував, що він "не бачить причини" відходу від традиційного тлумачення, визначив онтологічні аргументи як такі, що починаються з "нічого, крім аналітичних, апріорних і необхідних передумов", чим висновковує, що Бог існує. Оппі, однак, визначає, що не всі "традиційні початки" онтологічних аргументів (тобто аналітичність, необхідність і пріорітет) присутні в усіх онтологічних аргументах, й у власній роботі "Онтологічні аргументи й віра в Бога", опублікована у 2007 році, припустив, що найкраще визначення  онтологічних аргументів буде використання тільки міркування: "цілком властиві для теологічного світогляду".
Для під класифікації Оппі, засновуючись на якостях їх передумов, використовує наступні відмінності:
- Дефініційні: аргументи, які покликаються на визначення.
- Концептуальні (або hyperintensional): аргументи, які покликаються на "володіння певними видами ідей або концепцій".
- Модальні: аргументи, які розглядають можливості.
- Мереологічні: аргументи, які "спираються на.. теорію відносин цілого і частини".
- Аргументи вищого порядку: аргументи, які відзначаються, "що будь-яка сукупність властивостей, котра не містить у собі всі властивості й замкнута по ентитету, можливо інстанційована.
- Гегелівські: аргументи Гегеля.

Вільям Лейн Крейґ критикував дослідження Оппі, як надто неокреслене для класифікації. Крейґ стверджував, що аргументи можуть бути класифіковані як онтологічні, якщо спершу наводиться визначення. Він гадав, що прибічники онтологічних аргументів стверджують, що якщо людина повністю приймає поняття Бога, то він повинен зізнати його існування. 
Вільям Л. Роу визначає онтологічні аргументи як ті, що починаються з визначення Бога і, використовуючи лише апріорні принципи, роблять висновок про існування Бога.